# Harmondsworth
Harmondsworth es una localidad del Municipio de Hillingdon, cercana al Aeropuerto de Londres-Heathrow. Se encuentra al sur de West Drayton, cerca de Harlington, Hayes, Heathrow, Longford, Sipson y Yiewsley.

## Historia

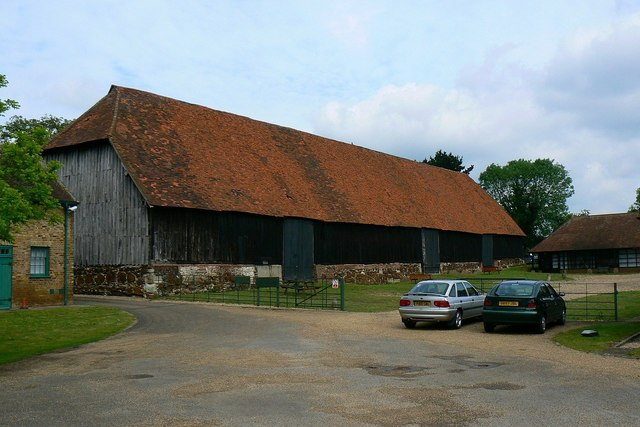
El Gran Granero de Harmondsworth, del o.

El nombre de Harmondsworth proviene del inglés antiguo Heremōdes worþ, que significa "el cercamiento de Heremōd". El pueblo se menciona en el Libro Domesday, un registro inglés de ciudades (similar a los censos actuales) que data de finales del siglo XI. Los lugares más notables de Harmondsworth son la iglesia de Santa María, con partes que datan del siglo XII, y la colecturía más grande de Gran Bretaña, construida enteramente sin clavos.
Originalmente Harmondsworth era una parroquia: el primer registro del nombre data del año 780 d. C., cuando Offa de Mercia le garantizó unas tierras a su sirviente Aeldred.

## Gobierno

### Gobierno local
Entre 1894 y 1930, Harmondsworth era una parroquia civil, ubicada en el distrito rural Staines. Más tarde, fue trasladada al distrito urbano de Yiewsley y West Drayton. La parroquia, que también albergaba a Sipson, Longford, Heathrow y Perry Oaks, se fusionó con Yiewsley y West Drayton en 1949. El gobierno local le concedió otra muestra de reconocimiento al pueblo al transferirlo al Municipio de Hillingdon, en Gran Londres, cuando Middlesex fue abolido en 1965. En la actualidad se encuentra en el distrito electoral de Heathrow, cuyos miembros eligen a tres intendentes para Hillingdon.

### Gobierno nacional
La Dirección de Fronteras del Reino Unido (UK Border Agency) tiene dos centros de expulsión de inmigrantes, el Centro de Expulsión de Inmigrantes de Colnbrook y el Centro de Expulsión de Inmigrantes de Harmondsworth en el pueblo.

## Economía y educación

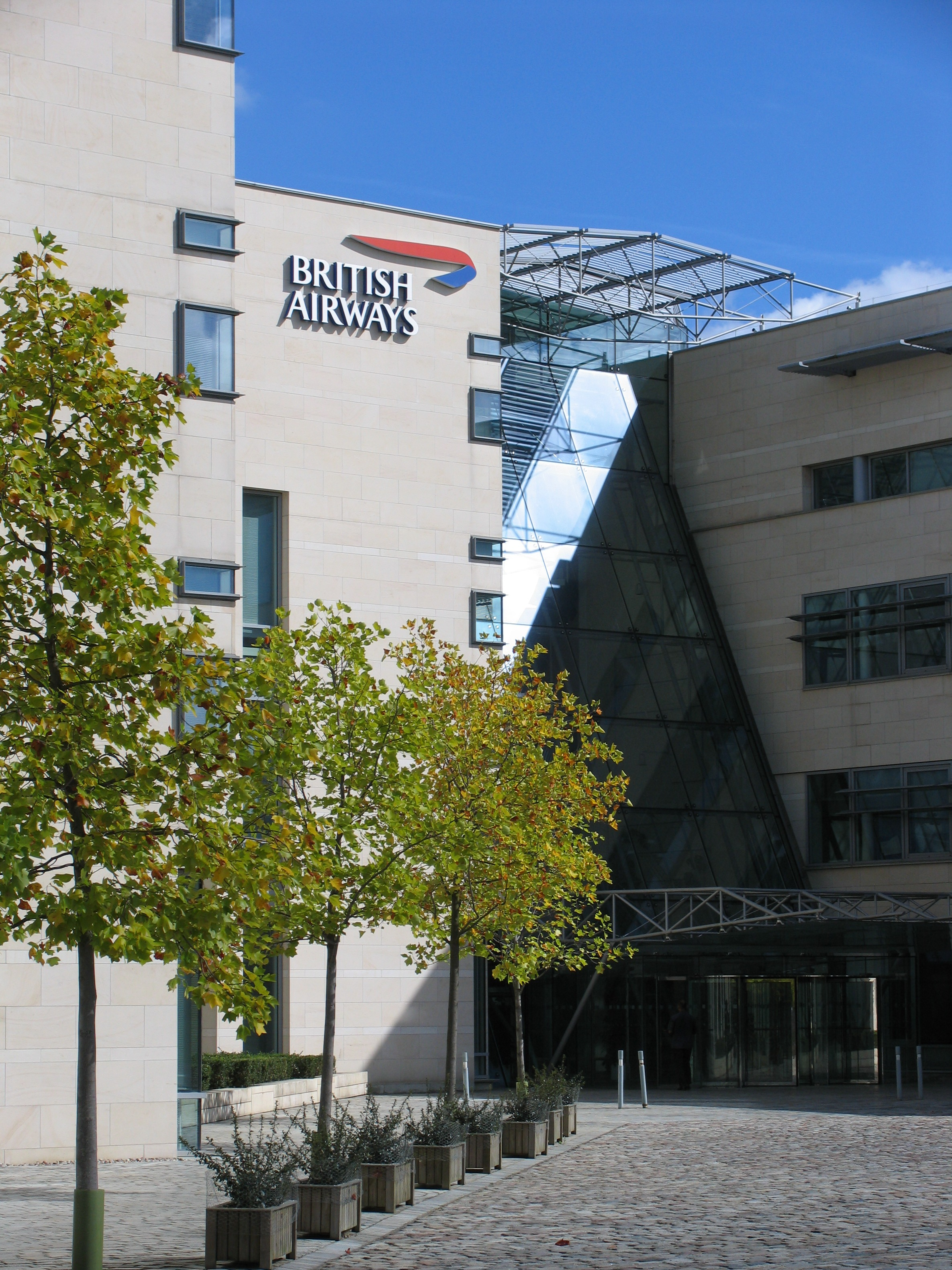
Waterside, sede central de British Airways.

British Airways tiene su sede central en el edificio Waterside, en Harmondsworth. El edificio abrió oficialmente en 1998.
El único centro educativo de Harmondsworth es la Escuela Primaria de Harmondsworth. En lo que respecta al transporte, el pueblo está comunicado por la estación ferroviaria de West Drayton, inaugurada en 1838.